# Subaru Legacy
Subaru Legacy er en stor mellemklassebil fra japanske Subaru, som i fire generationer er blevet produceret siden 1989.
En forhøjet, firehjulstrukket version sælges fra og med 1995 under navnet Subaru Outback.
Legacys konkurrenter er bl.a. BMW 3-serie, Opel Vectra/Insignia og Volkswagen Passat.

## Første generation (1989−1994)
Første generation af Legacy kom i 1989, og fortsatte indtil 1994, hvor den blev afløst af anden generation.
Motorprogrammet omfattede 8- og 16-ventilede benzinmotorer på hhv. 1,8 og 2,2 liter, samt 16-ventilede benzinmotorer på 2,0 liter. De to sidstnævnte fandtes både med og uden turbo.

### Tekniske specifikationer[1]
| Model     | Konfiguration            | Slagvolume       | Effekt                       | Moment              | 0-100 km/t | Topfart  |
| --------- | ------------------------ | ---------------- | ---------------------------- | ------------------- | ---------- | -------- |
| 1.8       | 4 cylindre i boxer - 8V  | 1,8 L (1820 cm³) | 76 kW (103 hk) ved 5600/min  | 145 Nm              | 12,4 sek.  | 174 km/t |
| 1.8       | 4 cylindre i boxer – 16V | 1,8 L (1820 cm³) | 81 kW (110 hk) ved 6000/min  | 149 Nm ved 3200/min |            |          |
| 2.0 TZ/VZ | 4 cylindre i boxer – 16V | 2 L (1994 cm³)   | 110 kW (149 hk) ved 6800/min | 172 Nm ved 5200/min |            |          |
| 2.0 Turbo | 4 cylindre i boxer – 16V | 2 L (1994 cm³)   | 147 kW (200 hk) ved 6000/min | 262 Nm ved 3600/min | 219 km/t   |          |
| 2.0 RS    | 4 cylindre i boxer – 16V | 2 L (1994 cm³)   | 162 kW (220 hk) ved 6400/min | 270 Nm ved 4000/min |            |          |
| 2.2       | 4 cylindre i boxer – 8V  | 2,2 L (2212 cm³) | 100 kW (136 hk) ved 6000/min | 188 Nm ved 4800/min | 193 km/t   |          |
| 2.2       | 4 cylindre i boxer – 16V | 2,2 L (2212 cm³) | 101 kW (137 hk) ved 5400/min | 190 Nm ved 4400/min | 180 km/t   |          |
| 2.2 Turbo | 4 cylindre i boxer – 8V  | 2,2 L (2212 cm³) | 147 kW (200 hk) ved 5600/min | 245 Nm ved 2800/min |            |          |

## Tredje generation (1998−2004)
Tredje generation af Legacy kom i 1998, og afløste anden generation.
Motorudvalget omfattede to benzinmotorer, en 2,0 med 125 hk og en 2,5 med 156 hk.

### Tekniske specifikationer[2]
| Model | Konfiguration            | Slagvolume       | Effekt                       | Moment              | 0-100 km/t | Topfart  |
| ----- | ------------------------ | ---------------- | ---------------------------- | ------------------- | ---------- | -------- |
| 2.0   | 4 cylindre i boxer - 16V | 2 L (1994 cm³)   | 92 kW (125 hk) ved 5600/min  | 184 Nm ved 3600/min | 10,8 sek.  | 188 km/t |
| 2.5   | 4 cylindre i boxer - 16V | 2,5 L (2457 cm³) | 115 kW (156 hk) ved 5600/min | 223 Nm ved 3600/min | 9,3 sek.   | 203 km/t |

## Fjerde generation (2003−nu)
Fjerde generation af Legacy kom i 2003, hvor den afløste tredje generation.
Motorudvalget omfatter benzinmotorer på 2,0, 2,5 og 3,0 liter med ydelser fra 137 til 245 hk.
I 2006 lancerede Subaru verdens første boxerdieselmotor i Legacy. Den er på 2,0 liter og yder 150 hk.

### Tekniske specifikationer[2][3]
| Model      | Konfiguration            | Slagvolume       | Effekt                       | Moment              | 0-100 km/t | Topfart  |
| ---------- | ------------------------ | ---------------- | ---------------------------- | ------------------- | ---------- | -------- |
| 2.0i       | 4 cylindre i boxer - 16V | 2 L (1994 cm³)   | 101 kW (137 hk) ved 5600/min | 187 Nm ved 4400/min | 11,2 sek.  | 196 km/t |
| 2.0 R      | 4 cylindre i boxer - 16V | 2 L (1994 cm³)   | 121 kW (164 hk) ved 6800/min | 187 Nm ved 3200/min | 9,8 sek.   | 204 km/t |
| 2.5i       | 4 cylindre i boxer - 16V | 2,5 L (2457 cm³) | 121 kW (164 hk) ved 5600/min | 225 Nm ved 4400/min | 9,3 sek.   | 204 km/t |
| 3.0 R      | 6 cylindre i boxer – 24V | 3 L (3000 cm³)   | 180 kW (245 hk) ved 6600/min | 297 Nm ved 4200/min | 8,4 sek.   | 237 km/t |
| 2.0 Diesel | 4 cylindre i boxer – 16V | 2 L (1998 cm³)   | 110 kW (149 hk) ved 3600/min | 350 Nm ved 1800/min | 8,9 sek.   | 203 km/t |